# Olivier Neyrolles
Olivier Neyrolles est un microbiologiste et chercheur français. Ses recherches portent sur les relations hôtes-pathogènes dans la tuberculose. Il est chercheur au centre national de la recherche scientifique (CNRS) et il dirige l’IPBS-Toulouse, une unité mixte de recherche du CNRS et de l’université Toulouse-III-Paul-Sabatier.

## Biographie
Ingénieur agronome de formation, il fait son doctorat (1994-97) en microbiologie à l'Institut Pasteur, dans le laboratoire du Dr Alain Blanchard, au sein de l'unité de recherche dirigée par le Pr Luc Montagnier (prix Nobel de physiologie ou médecine, 2008).
Sa thèse de doctorat porte sur les mécanismes de virulence de plusieurs espèces de Mycoplasma, dont Mycoplasma penetrans, dont on pensait à l'époque qu'ils facilitaient la transmission du VIH.
Après son doctorat, il est chercheur post-doctoral (1997-2000) dans le laboratoire du Prof. Douglas Young à l'Imperial College de Londres, où il étudie l'adressage intracellulaire et la présentation des antigènes dans les macrophages infectés par Mycobacterium tuberculosis. C’est à cette époque qu'il commence à se passionner pour l'étude de l'interface entre les mycobactéries et le système immunitaire de l'hôte.
Après une brève période post-doctorale (2000-01) en microbiologie clinique dans le laboratoire du Prof. Philippe Lagrange à l'hôpital Saint-Louis à Paris, il rejoint l'équipe du Prof. Brigitte Gicquel à l'Institut Pasteur où il poursuit sa spécialisation dans l'immunité innée contre les mycobactéries et la virulence mycobactérienne (2001-07).
C’est dans ce contexte qu’il est recruté au CNRS et qu’il obtient le prix Berthe-Péan de l'Académie nationale de médecine (2004).
En 2007, il rejoint l’IPBS-Toulouse dans le cadre d’un recrutement ATIP. Il fonde son équipe « Interactions des mycobactéries avec les cellules hôtes »

## Activité de recherche
Le travail de recherche de son équipe porte sur la tuberculose et d'autres maladies infectieuses. Son équipe a notamment établi le rôle de plusieurs récepteurs de l’immunité innée dans la résistance à la tuberculose et à la leishmaniose.
Après avoir identifié plusieurs facteurs de virulence du bacille tuberculeux, il continue avec son équipe à interroger le dialogue moléculaire entre agents pathogènes et cellules-hôtes, portant un éclairage neuf sur les stratégies de lutte contre la tuberculose.

### Responsabilités scientifiques
- Depuis 2022 : membre du Conseil scientifique[1] de la Fondation pour la recherche médicale
- Depuis 2021 co-coordinateur de l’action coordonnée tuberculose (AC TB) de l'Agence nationale de recherches sur le sida et les hépatites virales (ANRS)
- 2021-2023 : membre du conseil scientifique de l'Institut de Biologie Intégrative de la Cellule[2] (I2BC), Villejuif, France
- 2020 - 2023 : membre du comité d'évaluation (COMESP) de l'Institut Pasteur
- 2020 :  membre du groupe consultatif scientifique de l'Institut I3S[3], Porto, Portugal
- Depuis 2018 : membre du conseil scientifique du Centre for Structural Systems Biology[4] (CSSB), Hamburg, Germany
- De 2018 à 2021 : membre de l'action coordonnée AC41 “Virus-Host” de l'Agence nationale de recherches sur le sida et les hépatites virales (ANRS)
- Depuis 2015 : membre de la commission d'examen de l'ECCMID-European Society of Clinical Microbiology & Infectious Diseases[5]
- Depuis 2013 : membre du conseil scientifique puis du comité exécutif de la fondation TB Vaccine Initiative Foundation (http://www.tbvi.eu)
- 2015 - 2018 : coordinateur de la communauté de recherche "Whole Cell TB Vaccines" au CTVD[6] de la fondation Bill-et-Melinda-Gates
- 2012 - 2016 : membre (président de 2013 à 2016) de la Section interaction Hôte-pathogènes, Immunologie & Inflammation du Comité national du CNRS (CoCNRS)

## Prix et distinctions

### Prix
- 2021 : médaille d'argent[7] du CNRS
- 2020 : prix Jacques-Piraud[8] de la Fondation pour la Recherche Médicale[9]
- 2016 : prix "National junior award" [10] Sanofi-Institut Pasteur pour son travail sur la tuberculose, dans le domaine des maladies tropicales négligées
- 2013 : prix “Coups d’élan pour la recherche française”[11] de la fondation Bettencourt Schueller
- 2009 : médaille de bronze[12],[13] du CNRS
- 2004 : prix Berthe-Péan de l'académie nationale de médecine

### Distinctions
En 2020, Olivier Neyrolles est élu membre de l'Academia Europaea. La mission de l'Académie est de promouvoir le développement et la dissémination de la science et de l'éducation auprès du grand public ,.